# Maximilien-Guillaume de Hanovre
 (décembre 2015).
Si vous disposez d'ouvrages ou d'articles de référence ou si vous connaissez des sites web de qualité traitant du thème abordé ici, merci de compléter l'article en donnant les références utiles à sa vérifiabilité et en les liant à la section « Notes et références ».
Maximilien Guillaume de Brunswick-Lunebourg (né le 13 décembre 1666 à Bad Iburg, mort le 16 juillet 1726 à Vienne) est prince de Brunswick et Lunebourg, et feld-maréchal.

## Biographie
Il est le troisième fils de Ernest Auguste et de Sophie du Palatinat. 
Bien qu'élevé dans le religion luthérienne, il se convertit au catholicisme romain en 1692. Trois de ses frères tombent au champ d'honneur, Charles-Philippe en 1690, Frédéric Auguste en 1691 et Christian-Henri en 1703. 
En 1697, Maximilien prend part à la guerre de la ligue d'Augsbourg en tant que chef d'un régiment de cuirassiers sous le commandement du margrave Louis-Guillaume de Bade-Bade (1655-1707). Il gravit les échelons jusqu'à devenir feld-maréchal et chef de des troupes du Hanovre dans la guerre de Succession d'Espagne. Dans la deuxième bataille de Höchstädt en 1704, il commandait la cavalerie.
En 1701, l'Acte d'Établissement voté par le parlement anglais écarte de la succession au trône britannique les princes et les princesses catholiques. L'Électrice Sophie, mère de Maximilien-Guillaume, est devenue l'héritière du trône. Elle meurt en juin 1714, deux mois avant la reine Anne et c'est le frère ainé de Maximilien-Guillaume qui devient roi de Grande-Bretagne sous le nom de Georges Ier.
Maximilien-Guillaume meurt le 16 ou 27 juillet 1726 à Vienne, sans descendance connue.